# Adelaide I di Quedlinburg
Adelaide I (973/974 – 14 gennaio 1044/1045) fu la seconda principessa-badessa di Quedlinburg dal 999 alla morte,  badessa di Gernrode dal 1014 alla morte, badessa di Gandersheim dal 1039 alla morte, nonché una influente kingmaker della Germania medievale.

## Biografia

### Primi anni di vita

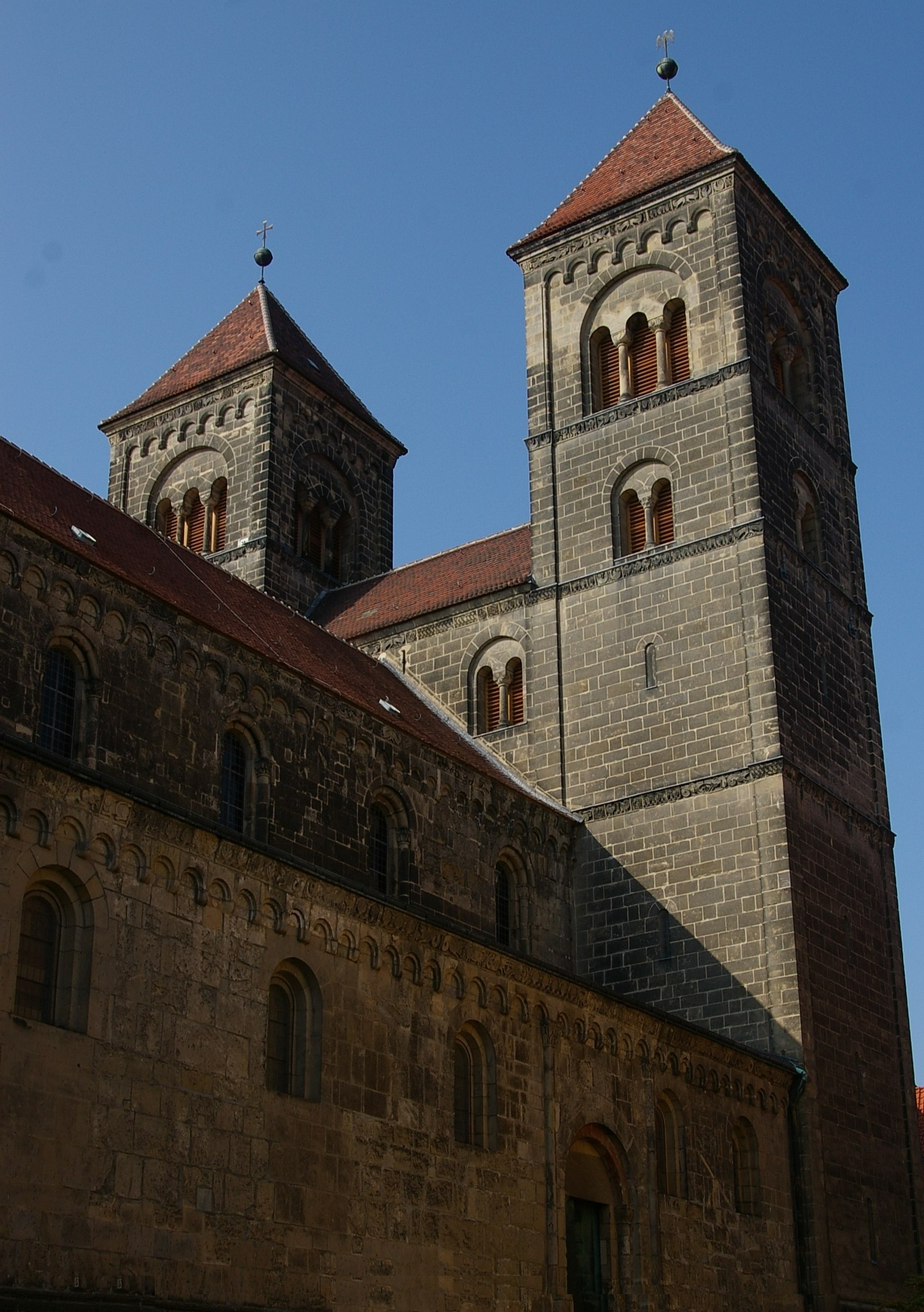
Chiesa di San Servazio, Quedlinburg

Adelaide era la figlia maggiore dell'imperatore Ottone II e di Teofano. Era quindi parte della dinastia ottoniana reale. Prese il nome da sua nonna paterna, la regina Adelaide d'Italia. Fu educata nell'abbazia di Quedlinburg da sua zia paterna, la badessa Matilda. Mentre Matilde e Teofano rimasero alla corte di Pavia del Regnum Italicum, Adelaide fu rapita dalle forze di suo zio e duca ribelle Enrico II di Baviera nel 984 e tenuta in custodia dal suo seguace e conte della dinastia dei Billunghi Ecberto il Guercio. Poco dopo, tuttavia, fu liberata dalle truppe sassone fedeli.
Nell'ottobre del 995 Adelaide divenne canonica a Quedlinburg. Quando la badessa e zia Matilda morì il 7 febbraio 999, fu scelta da Ottone III, per richiesta della nonna Adelaide, come sua successore e consacrata nel giorno di San Michele (28 settembre) dal vescovo Arnolfo di Halberstadt, vescovo di Halberstadt.

### Influenza sulle elezioni reali e imperiali

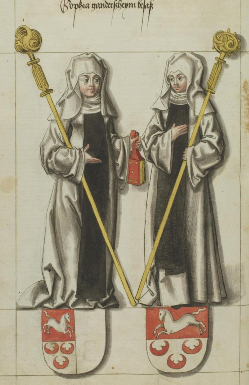
Adelaide e Sofia, raffigurazione del XVI secolo

Alle elezioni reali tedesche del 1002 dopo la morte di suo fratello, l'imperatore Ottone III, Adelaide e sua sorella maggiore, la badessa Sofia di Gandersheim, agirono come veri kingmakers, avendo respinto come successore del fratello sul trono il margravio Eccardo di Meißen (il quale sottovalutò la loro influenza). Insieme a Sofia, Adelaide influenzò in modo significativo l'elezione di suo cugino Enrico II come re dei Romani. Enrico conferì proprietà estese all'abbazia di Quedlinburg e nel 1014 affidò ad Adelaide l'amministrazione dei conventi di Gernrode, Frose e Vreden in Vestfalia. Enrico celebrò ripetutamente importanti feste a Quedlinburg e nel 1021 partecipò alla consacrazione della Collegiata di San Servazio insieme all'arcivescovo Gero di Magdeburgo.
La Principessa-badessa e sua sorella ebbero lo stesso decisivo ruolo nell'elezione del successore saliaco di Enrico, Corrado II come re nel 1027. Tuttavia, quando Sofia morì il 30 gennaio 1039, Corrado II inizialmente negò la richiesta di Adelaide di succedere alla sorella come badessa di Gandersheim. Nello stesso anno tuttavia Corrado morì e il suo figlio e successore Enrico III alla fine le concesse il diritto di governare anche Gandersheim.

### Morte
Adelaide morì il 14 gennaio 1044 o il 14 gennaio 1045 e le successe nell'abbazia di Quedlinburg una sua parente, Beatrice di Franconia. Venne sepolta nell'abbazia di Quedlinburg. Una lapide a grandezza naturale conserva l'immagine di tipo tradizionale di Adelaide: essa è rappresentata infatti come una donna santa con l'abito monastico e il Vangelo, un'immagine che raffigura ciò che Adelaide rappresentava piuttosto che Adelaide stessa.

## Ascendenza
|                         |   |                        | Genitori                |  |  | Nonni |  |  | Bisnonni             |  |  | Trisnonni         |  |
|                         |   |                        |                         |  |  |       |  |  | Enrico l'Uccellatore |  |  | Ottone l'Illustre |  |
|                         |   |                        |                         |  |  |       |  |  | Enrico l'Uccellatore |  |  | Ottone l'Illustre |  |
|                         |   | Edvige di Babenberg    |                         |  |  |       |  |  | Enrico l'Uccellatore |  |  |                   |  |
| Ottone I                |   |                        |                         |  |  |       |  |  | Enrico l'Uccellatore |  |  |                   |  |
|                         |   | Matilde di Ringelheim  | Teodorico di Ringelheim |  |  |       |  |  |                      |  |  |                   |  |
|                         |   | Matilde di Ringelheim  | Teodorico di Ringelheim |  |  |       |  |  |                      |  |  |                   |  |
|                         |   | Matilde di Ringelheim  | Rainilde di Frisia      |  |  |       |  |  |                      |  |  |                   |  |
| Ottone II               |   | Matilde di Ringelheim  |                         |  |  |       |  |  |                      |  |  |                   |  |
|                         |   | Rodolfo II di Borgogna | Rodolfo I di Borgogna   |  |  |       |  |  |                      |  |  |                   |  |
|                         |   | Rodolfo II di Borgogna | Rodolfo I di Borgogna   |  |  |       |  |  |                      |  |  |                   |  |
|                         |   | Rodolfo II di Borgogna | Willa di Provenza       |  |  |       |  |  |                      |  |  |                   |  |
| Adelaide di Borgogna    |   | Rodolfo II di Borgogna |                         |  |  |       |  |  |                      |  |  |                   |  |
|                         |   | Berta di Svevia        | Burcardo II di Svevia   |  |  |       |  |  |                      |  |  |                   |  |
|                         |   | Berta di Svevia        | Burcardo II di Svevia   |  |  |       |  |  |                      |  |  |                   |  |
|                         |   | Berta di Svevia        | Regelinda               |  |  |       |  |  |                      |  |  |                   |  |
| Adelaide di Quedlinburg |   | Berta di Svevia        |                         |  |  |       |  |  |                      |  |  |                   |  |
|                         | - | -                      |                         |  |  |       |  |  |                      |  |  |                   |  |
|                         | - | -                      |                         |  |  |       |  |  |                      |  |  |                   |  |
|                         | - | -                      |                         |  |  |       |  |  |                      |  |  |                   |  |
| Costantino Skleros      | - |                        |                         |  |  |       |  |  |                      |  |  |                   |  |
|                         |   | -                      | -                       |  |  |       |  |  |                      |  |  |                   |  |
|                         |   | -                      | -                       |  |  |       |  |  |                      |  |  |                   |  |
|                         |   | -                      | -                       |  |  |       |  |  |                      |  |  |                   |  |
| Teofano                 |   | -                      |                         |  |  |       |  |  |                      |  |  |                   |  |
|                         |   | Leone II Foca          | Barda Foca il Vecchio   |  |  |       |  |  |                      |  |  |                   |  |
|                         |   | Leone II Foca          | Barda Foca il Vecchio   |  |  |       |  |  |                      |  |  |                   |  |
|                         |   | Leone II Foca          | -                       |  |  |       |  |  |                      |  |  |                   |  |
| Sofia Foca              |   | Leone II Foca          |                         |  |  |       |  |  |                      |  |  |                   |  |
|                         |   | -                      | -                       |  |  |       |  |  |                      |  |  |                   |  |
|                         |   | -                      | -                       |  |  |       |  |  |                      |  |  |                   |  |
|                         |   | -                      | -                       |  |  |       |  |  |                      |  |  |                   |  |
|                         |   | -                      |                         |  |  |       |  |  |                      |  |  |                   |  |